# Rhein (Schiff, 1918)
Die Rhein war ein Fischdampfer, der 1918 als Geleitboot Großherzog Friedrich August, benannt nach Großherzog Friedrich August von Oldenburg, von der Kaiserlichen Marine in Dienst gestellt wurde. Im Zweiten Weltkrieg wurde das Boot britische Prise und 1940 bei der Räumung Norwegens versenkt.

## Geschichte
Die Großherzog Friedrich August wurde am 18. März 1918 in Dienst gestellt und wurde in der 11. Geleit-Flottille eingesetzt. 1919/1920 wurde sie in der Vorläufigen Reichsmarine zum Minenräumen in der Ostsee eingesetzt.
Offenbar wurde sie ab dem 7. November 1920 als Fischdampfer eingesetzt. Am 26. November 1921 erhielt sie das Fischereikennzeichen AE (Preußisch Emden) 119. 1926 wechselte sie zur Deutschen Seefischerei und erhielt die Kennung HC (Hamburg Cuxhaven) 175. Am 3. Dezember 1927 wurde sie in Rhein umbenannt. Ab 1930 führte sie die Kennung PG (= Preußisch Geestemünde) 399.
Am 20. April 1940 wurde sie während einer Fangreise vor Norwegen von dem britischen Flugzeugträger Furious als Prise auf- und nach Harstad eingebracht. Bei der Räumung Norwegens wurde die Rhein von britischer Seite im Hafen von Harstad versenkt, um sie nicht in deutsche Hände fallen zu lassen.